# Факатане

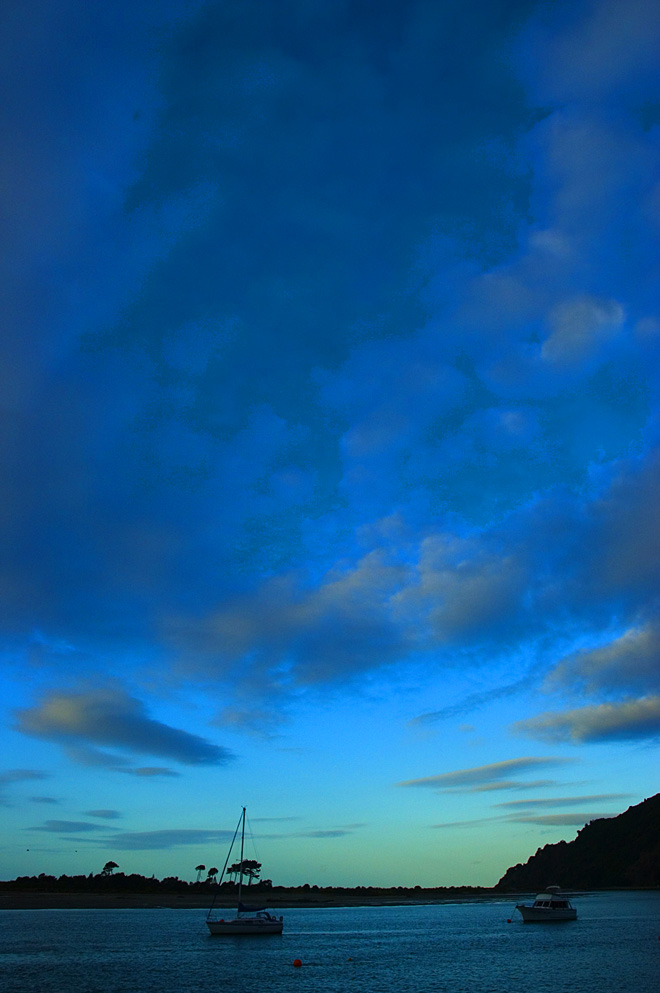
Гавань Факатане в сутінках

Факатан — місто на Острові Північної Нової Зеландії, центр регіонального уряду Бей-оф-Пленті. Факатане знаходиться на відстані 90 км до сході від Тауранги і 98 км до  північного-сходу от Роторуа, в гирлі ріки Факатан. Населення міста складає 38 000 людей, також 15 000 проживає в околицях і в наближених до міста  населених пунктах. З 33 000 жителів району біля 40 % мають коріння маоарців. Факатане сильно постраждав від землетрусу 1987 року.

## Географія
Факатане —місто ,яке розташоване  на узбережжі моря,нерідко страждає від різноманітних  негод,але все ж залишається туристичною знахідкою.Щорічно місто відвідує десятки тисяч туристів . Місто є одним з найвідоміших курортних містечок Нової Зеландії.

## Промисловість і туризм
Основні заняття населення Факатане: лісівництво, тваринництво, рибальство, туризм і дрібні виробництва. Паперова фабрика забезпечує випуск місцевої газети. Через Факатан туристи їдуть на Уайт-Айленд, де знаходиться дієвий вулкан. Острів розташований в 48 км до півночі від Факатану . Туризм є одним з основних доходів жителів цього міста .Тут розташовані десятки крутих готелів ,де можна зупинитись та відпочити.Це одна з переваг міста.А також варто не забувати про чудові пейзажі міста.
Одними з найкращих готелів є :
1. Amber Court Motel
2. Tourist Court Motel
3. Tuscany Villas Whakatane Boutique Hotel
4. Whakatane Hotel
5. Motuhora Bush Retreat
6. River to Sea
7. Seaview Place - Bush/Sea

## Клімат
Клімат морський, теплий і дуже вологий.Клімат міста залежить від  теплого субтропічного  поясу ,який розташований на півночі Північного острова,проте клімат є прохолодно помірним на півдні і в центральних регіонах Південного острова; в гірських районах переважає суворий альпійський клімат. Ланцюг високих Південних Альп розділяє країну навпіл і, заступаючи шлях переважним західним вітрам, поділяє її на дві різні кліматичні зони. Західне узбережжя Південного острова — найвологіша частина країни, східна частина, що перебуває всього за 100 кілометрах від неї — найсухіша.
Східно-Австралійська течія, що проходить через Тасманове море між Австралією й Новою Зеландією, робить клімат островів і східного узбережжя Австралії більш теплим і вологим, тропічним замість субтропічного; сприяє поширенню тропічної морської фауни в субтропічні області вздовж південно-східного узбережжя Австралії й Нової Зеландії.
На більшій частині Нової Зеландії рівень опадів становить від 600 до 1600 міліметрів на рік. Вони розподіляються відносно рівномірно протягом року, за винятком сухішого літнього періоду.
Середня річна температура становить від +10 °C на півдні, до +16 °C на півночі. Найхолодніший місяць — липень, а найтепліші місяці — січень та лютий. На півночі Нової Зеландії відмінності між зимовими і літніми температурами не дуже значні, але на півдні і в передгірних районах різниця досягає 14 °C. У гористих районах країни із збільшенням висоти температура різко знижується, приблизно на 0,7 °C кожні 100 метрів.
В Окленді, найбільшому місті країни, середньорічна температура становить + 15,1 °C, при цьому найвища зафіксована температура становила +30,5 °C, а мінімальна −2,5 °C. У столиці країни, Веллінгтоні, середньорічна температура становить +12,8 °C, максимальна зафіксована температура +31,1 °C, мінімальна −1,9 °C.
Кількість сонячних годин у році відносно висока, особливо в районах, захищених від західних вітрів. У середньому по країні вона становить не менше 2000 годин. Рівень сонячної радіації дуже високий на більшій частині країни. Снігопади вкрай рідкісні в прибережних районах півночі країни і в західній частині Південного острова. В інших регіонах незначні і нетривалі снігові опади можливі в зимові місяці. Нічні заморозки в зимовий час бувають на всій території країни.
| Клімат {{{location}}} | Клімат {{{location}}} | Клімат {{{location}}} | Клімат {{{location}}} | Клімат {{{location}}} | Клімат {{{location}}} | Клімат {{{location}}} | Клімат {{{location}}} | Клімат {{{location}}} | Клімат {{{location}}} | Клімат {{{location}}} | Клімат {{{location}}} | Клімат {{{location}}} | Клімат {{{location}}} |
| Показник              | Січ.                  | Лют.                  | Бер.                  | Квіт.                 | Трав.                 | Черв.                 | Лип.                  | Серп.                 | Вер.                  | Жовт.                 | Лист.                 | Груд.                 |                       |
| --------------------- | --------------------- | --------------------- | --------------------- | --------------------- | --------------------- | --------------------- | --------------------- | --------------------- | --------------------- | --------------------- | --------------------- | --------------------- | --------------------- |

## Міста-побратими
- Камагая, Префектура Тіба, Японія